# Mestni promet Škofja Loka
Mestni promet Škofja Loka poteka na 1 avtobusni progi na območju mesta Škofja Loka pod geslom Loško je ekološko.
Avtobus povezuje središče in okolico mesta z železniško postajo, pokopališčem, s tovarnami in podjetji v industrijski coni. Ob delavnikih do 18.45 obratuje v petnajst minutnem intervalu, po 18.45 in ob sobotah pa v polurnem intervalu. V letu 2012 je bilo prepeljanih 230.000 potnikov.

## Izvajalec
Podeljeno koncesijo javnega mestnega prometa izvaja podjetje Alpetour.

## Vozovnice
Potnikom so na voljo vozovnice za eno vožnjo do različnih mesečnih vozovnic. Trenutna cena enkratne vozovnice je 0,50 evra in jo je mogoče kupiti pri vozniku. Ostale vozovnice prodajajo na avtobusni postaji Škofja Loka.

## Proga mestnega prometa
| relacija                                                                  | delavnik     | sobota       | trasa linije                        |
| ------------------------------------------------------------------------- | ------------ | ------------ | ----------------------------------- |
| Podlubnik – Trnje – Stara Loka – Škofja Loka AP – Škofja Loka ŽP – Lipica | 5.00 - 22.05 | 5.30 - 14.15 | Podlubnik – Lipica na OpenStreetMap |

## Zgodovina
Seznam ukinjenih prog mestnega prometa
| relacija                                                                              | obdobje obratovanja                | razlog ukinitve |
| ------------------------------------------------------------------------------------- | ---------------------------------- | --------------- |
| Podlubnik – Trnje – Stara Loka – Škofja Loka AP – TPC Grenc – Škofja Loka ŽP – Lipica | 1. september 2011 - 31. marec 2011 |                 |